# Szilvásy László (szerzetes)
Szilvásy László (Békéscsaba, 1971. szeptember 18. –) magyar piarista szerzetes, teológus, tartományfőnök.

## Élete
A gimnáziumot a kecskeméti piaristáknál végezte. 1990-ben lépett a piarista rendbe. Teológiai tanulmányait 1991-től a Kalazantínum Hittudományi Főiskolán, 1993-tól a Pázmány Péter Katolikus Egyetemen, majd 1996-tól a római Lateráni Egyetemen végezte, ahol kánonjogot tanult. 1998-tól a szegedi Dugonics András Piarista Gimnáziumban kezdett tanítani, majd 2003-tól négy éven át az intézmény igazgatója volt. 
2007-től Budapesten a rendtartomány központi vezetésében dolgozott, tartományi titkárként, gazdasági ügyekért felelős tartományi asszisztensként, valamint ökonómusként. Emellett 2011-től 2019-ig házfőnöki tisztséget is betöltött. 2017-től vezeti a rend Fenntarthatóság és Projektek Generálisi Titkárságát. 
A magyar piaristák tartományi káptalana 2019. március 27-én választotta meg tartományfőnökké. Tisztségéből 2020 szeptember 3-án felmentését kérte a rend generálisától, aki azt 2020. szeptember 18-án el is fogadta. Utódja Szakál Ádám lett. Az átmeneti időben Ruppert József volt a rendtartomány vikáriusa.
2021 óta Sátoraljaújhelyen működik, mint a piarista középiskolai kollégium valamint a Piarista Tanoda nevelő-oktató és lelkipásztori munkatársa.